# Château de Dingy
Le château de Dingy est un ancien château fort qui se dressait sur la commune de Dingy-Saint-Clair dans le département de la Haute-Savoie, en région Auvergne-Rhône-Alpes.

## Situation
Le château de Dingy surveillait le débouché du col de Bluffy et la vallée du Fier. Il faisait face au château d'Alex.
Un cercle en pavés, dans la cour de l'école élémentaire, marque l'emplacement de l'ancienne tour du château repérée lors des fouilles préliminaires au chantier.
Un linteau, récupéré de l’ancien château, a été réemployé dans un oratoire de Villard Dessus.

## Historique

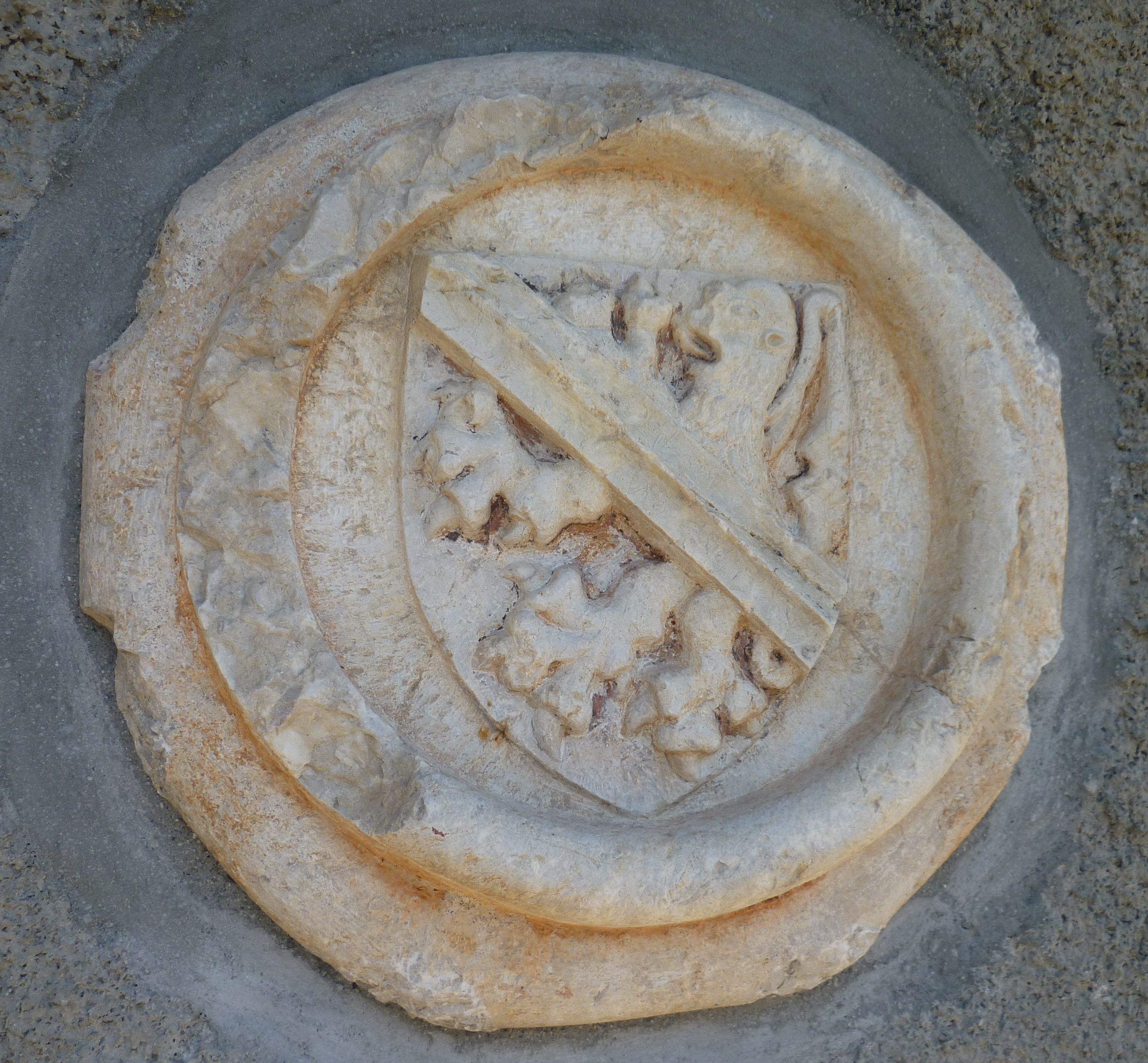
Armoiries des Menthon.

Au XIIIe siècle, le château de Dingy est aux mains de la famille de Menthon. Ils donnèrent le nom de Dingy, « Tour Dingy », à une maison forte dont Pierre de Menthon a la possession en 1542, située à Passy.
Fin XVIe siècle Melchior Mattelon ?1558/1607 (issu d'une vieille famille dingienne) en fut le châtelain. Ainsi que de Chessenay, hameau à proximité
Monsieur Lagrange l'acquiert en 1815 et le vend en pierres détachées.